# Aeschynomene crassicaulis
Aeschynomene crassicaulis är en ärtväxtart som beskrevs av Hermann August Theodor Harms. Aeschynomene crassicaulis ingår i släktet Aeschynomene och familjen ärtväxter. Inga underarter finns listade i Catalogue of Life.